# Life Is Strange
Life Is Strange (v překladu Život je podivný) je epizodická adventura z roku 2015. Byla vyvinuta společností Don't Nod a vydána společností Square Enix pro Android, iOS, PlayStation 3, PlayStation 4, Windows, Xbox 360 a Xbox One. Všech pět epizod bylo postupně vydáno v průběhu roku 2015.
Hra sleduje studentku Max Caulfieldovou, která zjistí, že má schopnost vracet čas. Hráč může příběh ovlivnit řadou rozhodnutí, každá volba vyvolává efekt motýlích křídel, kde malé změny vedou k velkým variacím později. Vracení času pak umožňuje hráči vyzkoušet dopady různých variant.
Hra byla obecně přijata pozitivně, přičemž mezi jejími hlavními přednostmi byly jmenovány vývoj postav, mechanismus vracení času a příběh, který se zabývá i tabuizovanými tématy. Jako hlavní nedostatky byly zmiňovány použitý slang, nepřesná synchronizace rtů a nekonzistentní tón příběhu v prvotních epizodách. Life Is Strange obdržela přes 75 ocenění, některá z nich i jako Hra roku. Do května 2017 bylo napříč platformami prodáno přes 3 miliony kopií hry.

## Epizody
Jednotlivé epizody byly vydávány pravidelně v průběhu celého roku 2015.
- Epizoda 1: Chrysalis – 30. ledna 2015
- Epizoda 2: Out of Time – 24. března 2015
- Epizoda 3: Chaos Theory – 19. května 2015
- Epizoda 4: Dark Room – 28. července 2015
- Epizoda 5: Polarized – 20. října 2015

## Nástin děje
Hlavní postavou je Max Caulfieldová, sedmnáctiletá studentka střední školy Blackwell a fotografka. Děj se odehrává ve městečku Arcadia Bay.
Příběh začíná noční můrou Max, ve které vidí hrozivou bouři, která se žene na Arcadia Bay, tahle noční můra bude Max provázet celou hrou. Max se následně probouzí ve třídě v Blackwellské univerzitě, na hodině fotografování pana Jeffersona. Po hodině je učitelem upozorněna, že by měla odevzdat soutěžní fotografii. Poté Max odchází na toaletu, kde vyfotí motýla a následně je vyrušena studentem Nathanem Prescottem, který vtrhne na toaletu, má zde schůzku s Chloe Priceovou (kamarádka Max, její příběh je zmapován v prequelové hře Life Is Strange: Before the storm), Chloe viděla, že Nathan prodává drogy a chce po něm peníze za mlčení, strhne se mezi nimi hádka, která se vyhrotí a Nathan Chloe zastřelí. Max to viděla skryta za rohem.
Náhle Max překvapeně procitá opět na hodině pana Jeffersona a prožívá déjá-vu, po chvíli pochopí, že získala schopnost vracet čas, kterou v hodině i využije. Po hodině pospíchá na toaletu, aby Chloe zachránila. Situace se opakuje, ale tentokrát Max spustí alarm, Nathan se lekne a uteče a Chloe je zachráněna.
Později Max, na parkovišti před školou, konfrontuje Nathan, který si uvědomil, že Max byla svědkem jeho schůzky s Chloe. Právě Chloe Max zachrání a kamarádky, které byly na nějaký čas odloučené se opět shledají. Chloe se změnila od doby kdy se Max musela s rodiči přestěhovat do Seattlu. Chloe zemřel táta, ztratila se ji kamarádka Rachel Amberová (jejich osudy mapuje prequel Life Is Strange: Before the Storm), získala nenáviděného otčíma ("blbčína") a Max s ní poslední dobou také nekomunikovala. Přesto zůstávají kamarádkami.
Obě kamarádky se opět postupně sbližují, Max se Chloe svěří se svou schopností a prožívají spolu krásné chvíle, také se snaží zjistit, kde je Rachel, co se děje ve Vortex klubu Blackwellu a co chystá Nathan.
Max samozřejmě řeší i problémy studentské, vztahy se svými spolužačkami, rivalitu s Victorií, VIP studenty ve Vortex klubu a pomáhá šikanované spolužačce Kate, která se stala obětí virálního videa. Problémy dohnaly Kate až k pokusu o sebevraždu (případně sebevraždě, pokud ji Max v sebevraždě nezabránila).
Max testuje své schopnosti a pokusila se tak v minulosti zabránit smrti Chloeina otce, což ale způsobilo, že autonehodu měla Chloe místo táty. Chloe byla upoutána na vozík a trpěla bolestmi. Max musela tuto alternativní minulost zrušit.
Kamarádky pokračují v pátrání, ve kterém jim spíše nedobrovolně pomůže i drogový dealer Frank a naleznou tak stodolu Prescottů, pod níž je bunkr, kde byla focena i pohřešovaná Chloina kamarádka Rachel Amberová. Později naleznou na skládce, zakopanou mrtvolu Rachel. Překvapí je tam učitel pan Jefferson, který zastřelí Chloe a Max zdroguje a unese do bunkru kde zdrogovanou Max fotí. Pan Jefferson Max vypráví, že Nathana jen využíval, aby získal drahé vybavení a zázemí. Pana Jeffersona fascinují bezvládné dívky jako fotomodelky, má na svědomí i smrt Rachel, zdrogování Kate a Max po fotografování plánuje také zabít. Max se ale podaří vrátit do minulosti, odhalí pravdu o panu Jeffersonovi panu řediteli Wellsovi a dokonce vyhraje fotografickou soutěž Hrdina všedního dne a letí s panem Wellsem do San Franciska. Všechno se zdá být v pořádku, pan Jefferson je ve vězení a Max má nakročeno ke kariéře úspěšné fotografky, jenže na výstavě zjišťuje, že na Arkadia Bay se přihnala obrovská bouře, která městečko zpustošila a Chloe zahynula. Max se tedy pokouší alternativní realitu opět změnit, ale nezdaří se to a Max opět skončí v temné komoře připoutaná k židli, zachrání ji blbčín.
Zahrávání si s časoprostorem Max dožene v časové noční můře, ze které se Max podaří jen šťastnou náhodou probudit a opět opravuje minulost, tentokrát úspěšně. Nicméně bouři ženoucí se na Arkadia Bay zastavit nemůže. Chloe navrhne, že se pro město obětuje, že je to její osud, že všechny ty potíže začaly tím, že ji Max zachránila život. Max se pak musí rozhodnou, jestli obětuje Chloe, nebo Arkadia Bay.